# Самбірська економія
Самбірська економія (пол. Ekonomia samborska) — економія (королівське володіння) у Перемишльській землі в околицях Самбору. Виникла у XVI столітті. Була одним з найбільших королівських маєтків Речі Посполитої. До складу економії входило 3 міста (Самбір, Старий Самбір та Стара Сіль), а також багато сіл.
1537 року польська королева Бона Сфорца д'Араґона, друга дружина польського короля Сиґізмунда I Старого, викупила економію від кредиторів за 25025 флоренів. З 1590 року Самбірська економія безпосередньо обслуговувала короля і його двір.